# Juscimeira
Juscimeira este un oraș în Mato Grosso (MT), Brazilia.